# گیتا آرتس
گیتا آرتس (انگلیسی: Geetha Arts) شرکت فیلم‌سازی و توزیع فیلم هندی است که به خاطر کارهایش در تالیوود شناخته شده است. این شرکت یکی از بزرگ‌ترین و موفق‌ترین سرای‌های فیلم‌سازی در سینمای جنوب هند است. شرکت در سال ۱۹۷۲ توسط آلو آراویند تأسیس گردید. این شرکت حدود ۶۰ فیلم تولید کرده است که بیشتر آنها فیلم‌های تلوگو-زبان بوده و تعدادی فیلم هم که به زبان‌های هندی، مالایالم، تامیل و کنادا می‌باشند، ساخته است.